# Norfolki kecskepapagáj
A norfolki kecskepapagáj (Cyanoramphus cookii) a madarak osztályának papagájalakúak rendjébe és a szakállaspapagáj-félék családjába tartozó faj. Egyes források a  pirosfejű kecskepapagáj alfajaként kezelik, mint Cyanoramphus novaezelandiae cookii.

## Elterjedése
Az Ausztrália külbirtokának számító Norfolk-sziget területén honos. Természetes élőhelyei trópusi esőerdők.

## Megjelenése
Tollazata zöld, feje teteje bíborvörös színű.

## Életmódja
Tápláléka nagy részét gyümölcsök alkotják.

## Fenyegetések
1994-ben csak 4 nőstény és 28-33 hím élt. Megritkulásának okai a betelepített ragadozók, például patkányok.